# Pagamea acrensis
Pagamea acrensis är en måreväxtart som beskrevs av Julian Alfred Steyermark. Pagamea acrensis ingår i släktet Pagamea och familjen måreväxter. Inga underarter finns listade i Catalogue of Life.